# 米泽赖 (默兹省)
米泽赖（法語：Muzeray）是法国默兹省的一个市镇，属于凡尔登区（Verdun）斯潘库尔县（Spincourt）。该市镇总面积8.24平方公里，2009年时的人口为126人。

## 人口
米泽赖人口变化图示